# Myzaphis
Myzaphis (лат.) — род тлей из подсемейства Aphidinae (Macrosiphini). Встречаются повсеместно (вид Myzaphis rosarum (Kaltenbach) космополитный).

## Описание
Мелкие насекомые желтовато-зелёного цвета, длина около 2 мм.
Ассоциированы с растениями Rosaceae (Rosa, Potentilla). Диплоидный набор хромосом 2n=4 (Myzaphis rosarum), 13 (Myzaphis bucktoni).
- Myzaphis avariolosa David, Rajasingh & Narayanan
- Myzaphis bucktoni Jacob
- Myzaphis canadensis Richards, 1963
- Myzaphis juchnevitschae Kadyrbekov, 1993
- Myzaphis komatsubarae Shinji, 1922
- Myzaphis rosarum (Kaltenbach, 1843)
  - =Aphis rosarum Kaltenbach, 1843
  - =Francoa elegans Del Guercio, 1917
- Myzaphis tianshanica Kadyrbekov, 1993
- Myzaphis turanica 	Nevsky, 1929